# Cantone di Auxerre-3
Il Cantone di Auxerre-3 è una divisione amministrativa dell'arrondissement di Auxerre.
È stato istituito a seguito della riforma dei cantoni del 2014, che è entrata in vigore con le elezioni dipartimentali del 2015.

## Composizione
Comprende la parte orientale della città di Auxerre e i comuni di:
- Augy
- Bleigny-le-Carreau
- Champs-sur-Yonne
- Quenne
- Saint-Bris-le-Vineux
- Venoy